# Njuhtša
Nyoukhtcha (en carélien : N’uhča, en finnois : Njuhtša, en russe : Ню́хча) est une municipalité rurale du raïon de Belomorsk en république de Carélie.

## Géographie
Njuhtša est située au bord de la baie Äänislahti de la mer Blanche.
Elle est bordée par l'Oblast d'Arkhangelsk à l'est et par la municipalité de Suma.

## Démographie
Recensements (*) ou estimations de la population
| 2001 | 2009 | 2013 | - |
| ---- | ---- | ---- | - |
| 474  | 373  | 307  | - |